# Фредеца (Пјаченца)
Фредеца је насеље у Италији у округу Пјаченца, региону Емилија-Ромања.
Према процени из 2011. у насељу је живело 13 становника. Насеље се налази на надморској висини од 380 м.